# Samsung Star 2
Samsung Star 2 (GT-S5260) — телефон от компании Samsung, представленный в марте 2011 года.

## Всё о телефоне
Экран выполнен по TFT-технологии, имеет диагональ 3 дюйма, разрешение 240 на 400 пикселей и передает 256 000 цветов. Телефон поддерживает карты памяти объемом до 16 Гбайт.
Операционная система: проприетарная. Пользовательский интерфейс: TouchWiz.
Камера имеет разрешение 3 мегапикселя, не имеет вспышки и автофокуса.
Батарея на 1000 мAч. 3.7V
Размер: 107.4 на 54.0 на 12.5 мм.
Вес: 93.9 г.
В комплект входит: Телефон с аккумулятором, зарядка, проводные наушники и руководство пользователя.
В отличие от Samsung Star, дизайн слегка изменился. Кнопки слева и справа стали более прямоугольными, чем раньше, а квадратная кнопка посередине стала также прямоугольной.
Слева у телефона находится кнопка регулировки громкости, сверху разъём для зарядки USB который закрывается, вход для наушников 3,5 мм, справа кнопка включения/выключения телефона, а так же Слот для MicroSD, снизу микрофон.
Крышка съемная, пластиковая, на ней есть логотип Samsung также динамик.
Аккумулятор съемный.
Впереди телефона также есть логотип Samsung, в отличие от крышки, он не стирается.